# Station Roquefavour
Station Roquefavour is een spoorwegstation in de Franse gemeente Ventabren.